# Asteroma
Asteroma is een geslacht behorend tot de familie Gnomoniaceae. De typesoort is Asteroma phyteumatis.
Asteroma omvat verschillende soorten omvat die bladvlekken en kanker veroorzaken op planten zoals guldenroede, teunisbloem en Erythronium.

## Soorten
Volgens Index Fungorum telt het 49 soorten (peildatum maart 2024):
| Soortnaam                | Auteur(s)                 | Publicatiejaar |
| ------------------------ | ------------------------- | -------------- |
| Asteroma aceris          | Roberge ex Desm.          | 1843           |
| Asteroma alneum          | (Pers.) B. Sutton         | 1980           |
| Asteroma alniellum       | Vleugel                   | 1911           |
| Asteroma alnigena        | (Sacc.) Bedlan            | 2015           |
| Asteroma antholyzae      | Sacc.                     | 1908           |
| Asteroma arctii          | Politis                   | 1949           |
| Asteroma argentea        | Krieg. & Bubák            | 1912           |
| Asteroma betulae         | Roberge ex Desm.          | 1843           |
| Asteroma canadense       | Bubák & Dearn.            | 1916           |
| Asteroma caryae          | (Peck) B. Sutton          | 1980           |
| Asteroma ceramioides     | Sacc.                     | 1910           |
| Asteroma cliviae         | Politis                   | 1938           |
| Asteroma corni           | Desm.                     | 1843           |
| Asteroma coryli          | (Fuckel) B. Sutton        | 1980           |
| Asteroma deflectens      | P. Karst.                 | 1905           |
| Asteroma delicatulum     | Desm.                     | 1851           |
| Asteroma dilatatum       | Berk.                     | 1845           |
| Asteroma euphorbiacearum | Grove                     | 1935           |
| Asteroma garrettianum    | Syd. & P. Syd.            | 1905           |
| Asteroma genistae        | Gonz. Frag.               | 1920           |
| Asteroma geographicum    | (DC.) Desm.               | 1841           |
| Asteroma hederae         | Desm.                     | 1859           |
| Asteroma ilicis          | Grove                     | 1935           |
| Asteroma impressum       | Fuckel                    | 1874           |
| Asteroma inconspicuum    | (Cavara) B. Sutton        | 1980           |
| Asteroma leptothyrioides | (Kabát & Bubák) B. Sutton | 1980           |
| Asteroma libanotidis     | Died.                     | 1911           |
| Asteroma lloydiae        | Cruchet                   | 1909           |
| Asteroma loefgrenii      | Rangel                    | 1926           |
| Asteroma microspermum    | (Peck) B. Sutton          | 1980           |
| Asteroma muscari         | Politis                   | 1935           |
| Asteroma oertelii        | Syd. & P. Syd.            | 1905           |
| Asteroma ostryae         | (C. Massal.) B. Sutton    | 1980           |
| Asteroma padi            | DC.                       | 1815           |
| Asteroma petasitis       | Syd. & P. Syd.            | 1913           |
| Asteroma psidii          | Prasad, Tyagi & Agnihotri | 1962           |
| Asteroma pulchellum      | Sacc.                     | 1913           |
| Asteroma robergei        | (Desm.) Sacc.             | 1884           |
| Asteroma schrenkiae      | Schwarzman                | 1968           |
| Asteroma smilacinum      | (Bubák) B. Sutton         | 1980           |
| Asteroma solidaginis     | Cooke                     | 1885           |
| Asteroma spiraeae        | Kabát & Bubák             | 1908           |
| Asteroma tenerrimum      | Grognot                   | 1863           |
| Asteroma thalictri       | Gonz. Frag. ex Trotter    | 1931           |
| Asteroma trillii         | (Ellis & Everh.) Rulamort | 1986           |
| Asteroma urinicola       | Speg.                     | 1902           |
| Asteroma vaccinii        | Vlassova                  | 1968           |
| Asteroma veronicae       | DC.                       | 1815           |
| Asteroma vleugelianum    | (Bubák) B. Sutton         | 1980           |